# Wilhelm Peterson-Berger
Wilhelm Peterson-Berger (Ullånger, 27 febbraio 1867 – Östersund, 3 dicembre 1942) è stato un compositore, critico musicale e musicologo svedese.

## Biografia
Peterson-Berger studiò al Conservatorio di Stoccolma dal 1886 al 1889 e poi a Dresda per un anno. Fu direttore di scena dell'Opera di Stoccolma tra il 1908 e il 1910.
Egli è conosciuto soprattutto per tre album di pezzi per piano romantici intitolati Frösöblomster I, II e III (Fiori di Frösö), che includono Vid Frösö kyrka (Alla chiesa di Frösö) e Sommarsång (Canzone estiva). Le raccolte, che sono state composte in un periodo di 18 anni (1896-1914) e riunite in seguito hanno guadagnato la reputazione di rappresentare una quintessenza "svedese" nella vena romantica nazionalistica del loro tempo. Il più famoso dei pezzi, Sommarsång (Canzone estiva) ricorda il caldo, la calma, le armoniose e luminose serate di fine primavera in cui il sole al nord non va quasi giù; questa fu una grande svolta per Peterson-Berger. Sommarsång è ancora noto alla maggior parte degli svedesi, anche alle persone generalmente non interessate alla musica: alla maggior parte dei giovani studenti di pianoforte nei paesi nordici è stato insegnato questo pezzo. Le canzoni di Peterson-Berger per coro sono ancora regolarmente eseguite, e fanno parte del repertorio di base dei cori svedesi.
I suoi lavori, oltre a Frösöblomster I, II e III, includono cinque sinfonie – tra le quali la seconda e la terza sono generalmente le più stimate – e le opere Ran, Arnljot, Domedagsprofeterna (Le profezie del giorno del giudizio universale) e Adils och Elisiv (Adils ed Elisiv). La sua padronanza delle forme più grandi, sia nella composizione sia nella strumentazione, è contestata. 
L'opera Arnljot è tuttavia diventata una sorta di simbolo per la provincia di Jämtland e viene regolarmente eseguita lì, come un "dramma musicale", ad Arnljotlägden. Domedagsprofeterna è l'antitesi di Arnljot – una commedia musicale impostata nel Seicento, mentre la saga Adils och Elisiv, dove lo svedese 'talsång' ha raggiunto la sua espressione più pura, è un lavoro che esalta convinzione Peterson-Berger nell'umanesimo e nella bontà dell'uomo.
Ha scritto anche un'ottantina di canzoni, molte delle quali definite poesie da Erik Axel Karlfeldt, per esempio Aspåkerspolska.